# Vorgesetztenverordnung
Die Verordnung über die Regelung des militärischen Vorgesetztenverhältnisses (Vorgesetztenverordnung; VorgV) regelt in der deutschen Bundeswehr die Vorgesetztenverhältnisse der Soldaten. Regelungsinhalte sind etwa, worauf sich die Befehlsbefugnis ableitet (Dienststellung, Dienstgrad, besondere Anordnung, eigene Erklärung) und der Befehlsumfang (im oder auch außerhalb des Dienstes, dauerhaft oder vorübergehend, gegenüber wem, ortsabhängig, allgemein, zu fachdienstlichen Zwecken, im besonderen Aufgabenbereich). 
Vorgesetzter ist, wer befugt ist, einem Soldaten Befehle zu erteilen (§ 1 SG). Das Grundgesetz bestimmt, dass der Bundesminister der Verteidigung im Frieden Inhaber der Befehls- und Kommandogewalt (IBuK) ist (Art. 65a GG) und diese im Verteidigungsfall auf den Bundeskanzler (Art. 115b GG) übergeht.

Der höchste militärische Vorgesetzte ist der Generalinspekteur der Bundeswehr.
Die Verordnung über die Regelung des militärischen Vorgesetztenverhältnisses (Vorgesetztenverordnung – VorgV) wurde am 19. März 1956 erlassen und trat am Tag nach ihrer Verkündung, dem 8. Juni 1956, in Kraft. Zuletzt wurde sie durch Verordnung am 7. Oktober 1981 geändert.
Die Verordnung teilt ein in
- Unmittelbarer Vorgesetzter (§ 1, allgemeine Befehlsbefugnis)
- Fachvorgesetzter (§ 2, Befehlsbefugnis zu fachlichen Zwecken)
- Vorgesetzter mit besonderem Aufgabenbereich (§ 3, Befehlsbefugnis zur Erfüllung seiner Aufgaben)
- Vorgesetzter aufgrund des Dienstgrades (§ 4, allgemeine Befehlsbefugnis)
- Vorgesetzter aufgrund besonderer Anordnung (§ 5, Befehlsbefugnis zur Erfüllung seiner Aufgaben)
- Vorgesetzter aufgrund eigener Erklärung (§ 6, Befehlsbefugnis nach Erforderlichkeit der Lage)

## Allgemeines
Der Vorgesetzte trägt für seine Befehle die Befehlsverantwortung (§ 10 Abs. 5 S. 1 SG).
Gibt ein Vorgesetzter einem Untergebenen einen Befehl, der einem an diesen bereits erteilten Befehl widerspricht oder den zuerst erteilten Befehl in der Ausführung in bedeutendem Maß verzögert, so hat der Untergebene die Pflicht, den Vorgesetzten darauf hinzuweisen (Teil der Befehlsprüfung), dass er bereits einen anderen Auftrag hat. Der Befehlsgeber muss nun seinerseits prüfen, ob sein Auftrag wichtiger ist und entsprechend den Befehl wiederholen oder den Auftrag einem anderen Soldaten übertragen.
Der Untergebene muss immer dem zuletzt erfolgten Befehl Gehorsam leisten, es sei denn, dass dessen Ausführung eine Straftat beinhaltet oder einen schweren Verstoß gegen geltendes Völkerrecht bedeuten würde. Derartige Befehle darf er nicht ausführen.
Befehle, die gegen die Menschenwürde (Art. 1 Abs. 1 GG) verstoßen (z. B. „Küssen Sie mir die Schuhe“), nicht zumutbar sind oder keinen dienstlichen Zweck verfolgen (z. B. „Waschen Sie meinen Privatwagen“), braucht er nicht auszuführen.
Für den Fall konkurrierender Vorgesetztenverhältnisse gilt eine Vorrangsreihenfolge, dabei gilt § 5 vor § 3 vor § 1 vor § 2 vor § 4.

§ 6 ist hiervon ausgenommen, da er voraussetzt, dass bis zur „eigenen Erklärung“ kein Vorgesetztenverhältnis besteht.

## Wichtige Begriffe
Ein Befehl ist eine Anweisung zu einem bestimmten Verhalten, die ein militärischer Vorgesetzter einem Untergebenen schriftlich, mündlich oder in anderer Weise, allgemein oder für den Einzelfall und mit dem Anspruch auf Gehorsam erteilt (§ 2 Nr. 2 WStG).
Eine militärische Anlage ist eine Zusammenfassung von militärischen Objekten zu einem einheitlichen Zweck (z. B. Kaserne, Fliegerhorst). Ihr Kennzeichen ist die Bodenständigkeit. Ein Schiff oder Boot ist damit keine militärische Anlage. Die entsprechende Befehlsbefugnis wird in § 4 Abs. 1 geregelt. Umschlossen ist eine militärische Anlage dann, wenn sie mit Schutzvorrichtungen versehen ist, die ein Unbefugter nur unter Aufwand von Kraft oder Geschicklichkeit überwinden kann (z. B. Zaun, Mauer). Verbotsschilder allein genügen nicht.
Eine Einheit im Sinne dieser Vorschrift ist die unterste militärische Gliederungsform, deren Führer die Disziplinarbefugnis (z. B. Kompanie, Batterie, Inspektion, Staffel) hat. Eine Teileinheit ist jede Gliederungsform unterhalb der Einheit, deren Führer keine Disziplinarbefugnis hat.
Ein Verband im Sinne dieser Vorschrift ist eine gliederungsmäßige oder zeitlich begrenzte Zusammenfassung mehrerer militärischer Einheiten. Dies schließt Großverbände begrifflich mit ein.

## Unmittelbarer Vorgesetzter (§ 1)
Die Stellung des unmittelbaren Vorgesetzten ist im § 1 geregelt. Unmittelbare Vorgesetzte sind die Führer eines Verbandes, Führer einer Einheit, Führer einer Teileinheit und Leiter einer militärischen Dienststelle (z. B. Truppführer, Gruppenführer, Zugführer, Kompaniechef, Bataillonskommandeur) gegenüber allen ihnen zukommandierten oder zuversetzten Soldaten in und außer Dienst. Sie haben die Vorgesetztenfunktion innerhalb und außerhalb umschlossener militärischen Anlagen inne. Die Funktion umfasst die allgemeine Befehlsbefugnis.
Die Befehlsbefugnis gilt nur gegenüber zukommandierten oder zuversetzten Soldaten. Wird ein Soldat z. B. für Dienstleistungen in eine andere Kompanie oder Dienststelle abgestellt, dann gilt die Befehlsbefugnis nicht mehr, es sei denn, eine Vorgesetztenfunktion aufgrund einer anderen Vorschrift besteht immer noch. Die Funktion geht nur dann auf den Stellvertreter über, wenn der Vorgesetzte selbst nicht anwesend oder in der Lage ist, die Funktion auszuüben (dienstbefreit, abkommandiert, versetzt oder tot ist).

## Fachvorgesetzter (§ 2)
Fachvorgesetzte gibt es nur in den Fachdiensten (Geoinformationswesen der Bundeswehr, Sanitätsdienst und Militärmusikdienst) und sind dort auch nur die Leiter des Fachdienstes. Der Vorgesetzte ist nur gegenüber den fachdienstlich unterstellten Soldaten und nur zu fachdienstlichen Zwecken befehlsbefugt (z. B. der Leitende Sanitätsoffizier einer Division gegenüber den Truppenärzten der Division). Im Gegensatz zum unmittelbaren Vorgesetzten kann der Fachvorgesetzte nur dann Befehle erteilen, wenn sich sowohl er als auch der Befehlsempfänger im Dienst befinden. Die Befugnis gilt aber ebenfalls innerhalb und außerhalb militärischer Anlagen.

## Vorgesetzter mit besonderem Aufgabenbereich (§ 3)
Vorgesetzter mit besonderem Aufgabenbereich kann jeder Soldat sein, der eine spezielle Funktion wahrnimmt und ist dann innerhalb seines Bereiches gegenüber allen Soldaten, die seinen Bereich tangieren, vorgesetzt. Die Befehlsbefugnis gilt nur in dem ihm zugewiesenen Bereich und nicht gegenüber seinem unmittelbaren Vorgesetzten des Aufgabenbereiches. Der Aufgabenbereich muss so umfangreich sein, dass er eine Dienststellung erfordert. Dienststellung ist ein auf Dauer oder ständige Wiederkehr angelegter und organisatorisch festgelegter Pflichtenkreis, der grundsätzlich durch Dienstvorschriften oder Dienstanweisungen geregelt sein muss. Auf den Dienstgrad kommt es dabei nicht an. Das Vorgesetztenverhältnis besteht nur, wenn sich zumindest der Befehlsgeber im Dienst befindet. Der Befehlsempfänger kann auch dienstfrei haben (z. B. Kontrolle eines Soldaten, der nach Dienstschluss die Kaserne betreten will, durch die Wache). Unter „Dienst“ ist die in der entsprechenden Dienstanweisung festgelegte Dauer zu verstehen.
Diese spezielle Befehlsbefugnis wird besonders von Soldaten mit speziellen Dienststellungen wahrgenommen, wie z. B. vom Unteroffizier vom Dienst (UvD), von Wachsoldaten, vom Feldwebel vom Wochendienst (FvW), vom Kompaniefeldwebel, von den Soldaten der Feldjägertruppe und vom Kasernenkommandanten. Dabei gibt es aber einige Einschränkungen:
- Der Unteroffizier vom Dienst (UvD) ist allen Soldaten in seinem Zuständigkeitsbereich vorgesetzt, die dienstgradgruppengleich oder -niedriger sind, mit Ausnahme seiner unmittelbaren Vorgesetzten. Dem UvD ist meist noch ein Gefreiter vom Dienst (GvD) zugeteilt, der zumeist ein Mannschaftsdienstgrad ist. Der GvD ist regelmäßig kein Vorgesetzter gemäß diesem Paragraphen.
- Der Kompaniefeldwebel ist allen Unteroffizieren und Mannschaften seiner Einheit vorgesetzt.
- Der Feldwebel vom Wochendienst ist allen Mannschaften und Unteroffizieren seiner Einheit bzw. der Einheiten, für die er eingeteilt ist, vorgesetzt mit Ausnahme der Stabsfeldwebel und Oberstabsfeldwebel, seinem Kompaniefeldwebel und seiner unmittelbaren Vorgesetzten.[2] Die Befehlsbefugnis gilt innerhalb und außerhalb umschlossener militärischer Anlagen.

## Vorgesetzter aufgrund des Dienstgrades (§ 4)
Dieser Paragraph ist in drei Absätze gegliedert. Absatz 1 regelt die Vorgesetztenverhältnisse innerhalb derselben Einheit, Absatz 2 innerhalb derselben Dienststelle bzw. des Stabes und Absatz 3 regelt allgemein das Vorgesetztenverhältnis von Dienstgradgruppenhöheren gegenüber Dienstgradgruppenniedrigeren.
Das Vorgesetztenverhältnis nach den Absätzen 1 und 2 tritt nur ein, wenn sich sowohl Befehlender als auch Befehlsempfänger im Dienst befinden. An Bord von Schiffen gilt jedoch, dass Besatzungsmitglieder in den entsprechenden Dienstgraden auch außer Dienst Befehlsbefugnis gegenüber anderen Soldaten haben, auch wenn diese ebenfalls außer Dienst sind, und selbst wenn diese nicht zur Besatzung gehören. Die Befugnis gilt allgemein innerhalb und außerhalb von militärischen Anlagen. Eine Befehlsbefugnis haben dabei:
- Offiziere gegenüber Unteroffizieren mit und ohne Portepee und Mannschaften (z. B. Leutnant gegenüber Hauptfeldwebel),
- Unteroffiziere mit Portepee gegenüber Unteroffizieren ohne Portepee und Mannschaften (z. B. Feldwebel gegenüber Fahnenjunker) und
- Unteroffiziere ohne Portepee gegenüber Mannschaften (z. B. Unteroffizier gegenüber Gefreiter).

Die Regelung des Absatzes 3 dagegen greift nur innerhalb geschlossener militärischer Anlagen. In diesen hat danach jeder Dienstgradgruppenhöhere Weisungsbefugnis gegenüber jedem Dienstgradgruppenniedrigeren, selbst wenn die beteiligten Soldaten aus völlig verschiedenen Einheiten oder Truppengattungen stammen und auch wenn sie außer Dienst sind. Dienstgradgruppen sind:
- Generale (Brigadegeneral bis General)
- Stabsoffiziere (Major bis Oberst)
- Hauptleute (Hauptmann bis Stabshauptmann)
- Leutnante (Leutnant bis Oberleutnant)
- Unteroffiziere mit Portepee (Feldwebel bis Oberstabsfeldwebel)
- Unteroffiziere ohne Portepee (Unteroffizier bis Stabsunteroffizier)
- Mannschaften (Soldat bis Stabskorporal)

Daher kann also beispielsweise der Major dem Leutnant, der Feldwebel dem Stabsunteroffizier und der Leutnant dem Obergefreiten Befehle erteilen. Bei der Befugnis nach diesem Paragraphen handelt es sich um eine allgemeine Befehlsbefugnis.

## Vorgesetzter aufgrund besonderer Anordnung (§ 5)
Vorgesetzter aufgrund besonderer Anordnung kann jeder Soldat sein, der eine besondere Aufgabe übernimmt (z. B. Leiter der Sportausbildung, Fahr- oder Fluglehrer). Er wird dies durch dienstliche Bekanntgabe der Anordnung gegenüber den Soldaten, die ihm unterstellt sein sollen. Der Vorgesetzte muss sich, der Unterstellte kann sich im Dienst befinden. Die Befehlsbefugnis gilt innerhalb und außerhalb umschlossener militärischer Anlagen.
Befehlsbefugt ist jeder Soldat, dem ein Vorgesetzter innerhalb seiner Befehlsbefugnis andere Soldaten für eine bestimmte, einmalige Aufgabe vorübergehend unterstellt hat. Dabei soll die Unterstellung eines im Dienstgrad höheren Soldaten nur erfolgen, wenn besondere dienstliche Gründe dies erfordern (z. B.: Fahrlehrer Oberfeldwebel und Fahrschüler Leutnant). Den unterstellten Soldaten ist die Anordnung ihrer Unterstellung dienstlich bekannt zu geben, wobei eine bestimmte Form nicht vorgeschrieben ist. In der Regel geschieht dies durch einen schriftlichen Befehl des jeweiligen Einheitsführers oder dessen unmittelbaren Vorgesetzten nach bei Einheit übergreifenden Diensten mittels Aushang am „Schwarzen Brett“. Es reicht jedoch auch aus, dass der zum Vorgesetzten bestimmte Soldat den ihm unterstellten Soldaten erklärt: „Alles hört auf mein Kommando!“. Soweit er und die ihm übertragene Aufgabe den Soldaten nicht bekannt sind, wird er sich dabei vorstellen und die Aufgabe nennen, zu deren Durchführung ihm die Soldaten von welchem Befehlshaber unterstellt worden sind.

## Vorgesetzter aufgrund eigener Erklärung (§ 6)
Ein Offizier oder Unteroffizier kann sich in und außer Dienst über andere Soldaten, die im Dienstgrad nicht über ihm stehen, zum Vorgesetzten erklären, wenn er dies für notwendig hält, weil eine Notlage sofortige Hilfe erfordert, zur Aufrechterhaltung der Disziplin oder Sicherheit ein sofortiges Eingreifen unerlässlich ist oder eine einheitliche Befehlsgebung an Ort und Stelle unabhängig von der gliederungsmäßigen Zusammengehörigkeit der Soldaten zur Behebung einer kritischen Lage hergestellt werden muss. Niemand kann sich dabei zum Vorgesetzten von Soldaten erklären, die auf Grund der §§ 1 bis 3 und 5 Befehlsbefugnis über ihn haben.
Mit der Erklärung erhält der Offizier oder Unteroffizier die Befugnis, den Soldaten, an die er die Erklärung gerichtet hat, Befehle zu erteilen, die nach der Lage erforderlich sind. In eine fachliche Tätigkeit soll nur ein facherfahrener Offizier oder Unteroffizier eingreifen.

## Änderungen
Die Vorgesetztenverordnung wurde seit ihrem Inkrafttreten im Jahr 1956 nur dreimal in den Jahren 1959, 1960 und 1981 geändert.

### Erste Verordnung
Mit der „Ersten Verordnung zur Änderung der Verordnung über die Regelung des militärischen Vorgesetztenverhältnisses“ vom 31. Januar 1959 (BGBl. I S. 34), die am 13. Februar 1959 in Kraft trat, wurde die Vorgesetztenverordnung erstmals geändert. § 4 wurde neu gefasst:
Die Wörter „an Bord eines Schiffes“ wurde durch die Wörter „innerhalb der Besatzung eines Schiffes“ ersetzt. Der Satz „An Bord von Schiffen gilt dies auch gegenüber Soldaten, die nicht zu bestimmtem Dienst eingeteilt sind“ wurde durch den Satz „An Bord von Schiffen haben die Angehörigen der Besatzung und deren unmittelbare Vorgesetzte Befehlsbefugnis nach Satz 1 auch gegenüber Soldaten, die nicht zu bestimmten Dienst eingeteilt sind, und gegenüber Soldaten, die nicht zur Besatzung gehören“ ersetzt. Diese Fassung wurde durch die Dritte Verordnung nochmals geändert.

### Zweite Verordnung
Mit der „Zweiten Verordnung zur Änderung der Verordnung über die Regelung des militärischen Vorgesetztenverhältnisses“ vom 6. August 1960 (BGBl. I S. 684), die am 1. September 1960 in Kraft trat, wurden § 1 Abs. 1 neu gefasst: Die Sätze „Ein Soldat, der nach seiner Dienststellung Soldaten zu führen hat, die entsprechend der Gliederung der Streitkräfte zusammengefaßt sind, oder der eine militärische Dienststelle leitet, hat die allgemeine Befugnis, den ihm unterstellten Soldaten im Dienst Befehle zu erteilen. Hat er Disziplinargewalt, so steht ihm die Befehlsbefugnis gegenüber diesen Soldaten auch zu, wenn sie sich nicht im Dienst befinden“ wurde durch den Satz „Ein Soldat, der einen militärischen Verband, eine militärische Einheit oder Teileinheit führt oder der eine militärische Dienststelle leitet, hat die allgemeine Befugnis, den ihm unterstellten Soldaten in und außer Dienst Befehle zu erteilen“ ersetzt. Diese Fassung ist die heute aktuelle Fassung. 
§ 4 wurde um einen Absatz 3, der heute noch gültig ist, ergänzt: „Innerhalb umschlossener militärischer Anlagen können Soldaten einer höheren Dienstgradgruppe den Soldaten einer niedrigeren Dienstgradgruppe in und außer Dienst Befehle erteilen.“

### Dritte Verordnung
Mit der „Dritten Verordnung zur Änderung der Verordnung über die Regelung des militärischen Vorgesetztenverhältnisses“ vom 7. Oktober 1981 (BGBl. I S. 1129), die am 25. Oktober 1981 in Kraft trat, wurde die Vorgesetztenverordnung letztmals geändert. Die Überschrift wurde um den Zusatz „Vorgesetztenverordnung – VorgV“ ergänzt und § 4 Abs. 1 S. 2, der die Befehlsbefugnis auf Schiffen betrifft, neu gefasst. Es wurde klarstellend ergänzt, dass sich die befehlsbefugten Soldaten selbst nicht im Dienst befinden müssen und die Befehlsempfänger nicht nur nicht zu bestimmten Diensten eingeteilt sein, sondern sich auch nicht im Dienst befinden müssen, um der Befehlsbefugnis zu unterliegen.